# Isla de Nonoc
Nonoc (Nonoc Island) es una isla situada en Filipinas, adyacente a la de Mindanao. Corresponde al término municipal de la Ciudad de Surigao perteneciente a  la provincia de Surigao del Norte situada en la Región Administrativa de Caraga, también denominada Región XIII.

## Geografía
Isla situada  10 km al norte de la ciudad de  Surigao, seperada de la isla de Dinágat por el  canal de Gaboc; al sur de la bahía de Aguasán frente a las isla de Aguasán.

## Localidades
La isla cuenta con una población de  3.348 habitantes repartidos entre  los siguientes tres barrios:
- Cantiasay, 834 habitantes.
- Nonoc, 1.114 habitantes.
- Talísay, 1.490 habitantes.

## Níquel
En la isla se encuentra la única refinería de níquel de Filipinas que llegó a producir 102 toneladas por día.
Puesta en marcha 1973, la última operación conocida data de 1986.